# Krepuska Géza
Krepuska Géza (Pest, 1861. szeptember 5. – Budapest, Józsefváros, 1949. október 15.) magyar orvos, egyetemi tanár, a modern magyar fül-orr-gégészet megalapítója.

## Élete

### A család eredete
A Krepuska család legrégebbi adatai a 18. század végéig nyúlnak vissza. Besztercebányán éltek, családnevük akkor még Crepusculi volt, amely utalhat olasz származásukra, de nagyobb a valószínűsége, hogy divatból használták latinosan a nevüket.
Később átköltöztek Nógrád vármegyébe, ahol gazdasági munkával foglalkoztak. Így Krepuska Géza édesapja, Krepuska János eleinte a gödöllői koronauradalom, majd a Cséri család pestszentlőrinci birtokának gazdasági alkalmazottjaként dolgozott évtizedeken át.
Krepuska Géza Terézvárosban született, és a Deák téri evangélikus templomban keresztelték, édesapja evangálikus, míg édesanyja római katolikus vallású volt. Keresztelési anyakönyve német nyelven íródott.
Krepuska János szolgáló Pesten vette feleségül a bécsi születésű, polgári származású Ellwanger Johannát. Házasságukból két gyermek született: Géza 1861-ben, Lajos 1865-ben. Édesanyjuk azonban 1867-ben hirtelen elhunyt, így a hatéves Géza és a kétéves Lajos félárvaságra jutott. Az elfoglalt édesapa gyermekeit Ipolymagyariba, a Losonc melletti kisközségbe vitte leánytestvéréhez, Moosz Sámuelnéhez, aki hat éven keresztül nevelte őket nagy szeretetben.
1889. május 20-án Budapesten, a Deák téri evangélikus templomban kötött házasságot Streck Jolán Ilka Erzsébettel.

### Tanulmányai
Krepuska Géza itt járta ki a négy elemi osztályt, és itteni természettan tanára hatására szeretett bele a természettudományokba. A gimnáziumot Budapesten járta a két fiú a Deák Téri Evangélikus Gimnáziumban, mert édesapjuk visszavette őket. A család anyagilag sosem állt jól, éppen ezért Krepuska Géza magántanítványokat fogadott és óraadásból tartotta el magát. Jeles eredménnyel végezte középfokú tanulmányait, s beiratkozott a Budapesti Tudományegyetem orvosi fakultására. A család származásából és helyzetéből adódóan nem volt családi indíttatása arra, hogy orvos váljék belőle, de gyermekkora óta mindig is a természet, a természettudományok foglalkoztatták, ezért gondolta úgy, hogy számára ez a hivatás jelenti élete célját. Későbbiekben a gyógyítás mellett a természettudományok más ágaiban is fejtett ki jelentős tevékenységet.
Orvostanhallgatóként az anatómia vonzotta leginkább. Mihalkovics professzor nagy hatással volt rá, példaképévé vált olyannyira, hogy Krepuska később baráti körben emlegette, hogy bizony lakása környékén kevés házimacska és kutya maradt életben, mert azok mind az ő bonctani szenvedélyének áldozatai lettek. Krepuska szabadidejében is anatómiai tudását igyekezett bővíteni: speciális vizsgálatokat és megfigyeléseket végzett önszorgalomból. 1888-ban tíz hónapra Bécsbe utazott, hogy a bécsi orvosi iskola legnevesebb képviselőitől tanulhasson fülgyógyászatot.
Krepuska Gézát 22 éves korában a Természettudományi Társulat rendes tagjává választotta.

### Orvosi munkássága
1888. január 14-én kapta meg egyetemes orvosdoktori oklevelét. A Szent János Kórházban fizetés nélküli orvosként az osztályokon fekvő betegek fülészeti vizsgálatait végezte. Megélhetésének biztosítása végett az akkori Munkásbiztosító helyettes körzeti orvosaként, továbbá a Fehér Kereszt gyermekkórház konziliárusaként dolgozott.
Krepuska Géza 1892-ben a Szent István Kórházban, 1897-től az új Szent János Kórházban, majd 1900–1911 között ismét a Szent István Kórházban dolgozott főpolgármesteri kinevezéssel mint fül-orr-gégész rendelőorvos. Ezekben a kórházakban még nem volt önálló fülészeti ambulancia és fülészeti osztály, így a betegeket csak az osztályos főorvosok hozzájárulása után tudták helyben megvizsgálni és kezelni, ha pedig műtétre volt szükség, meg kellett várni, hogy egy műtő megürüljön, illetve műtéti asszisztenst és altatóorvost kellett kölcsönkérni. Mindeközben Krepuska externistaként Petrik Ottó tanár kórbonctani intézetében folytatta a fül anatómiai vizsgálatait, aminek tapasztalatait dolgozatokban jelentette meg (A hallószerv leukaemiája, A hallószerv gümőkórja stb.). Petrik megbízásából kutatta a járványszerűen fellépő ázsiai kolera akkoriban felfedezett kórokozóját is.
Kórbonctani és gyakorló orvosi praxisának anyagait felhasználva kidolgozta a dobüreg felvésés legmegfelelőbb műtéti eljárását, illetve leírta az otogen agytályog feltárásának legkorszerűbb formáját és gyógykezelését. Ennél a betegségénél elért gyógyeredményei már akkor 35-40%-ot értek el, és ezek jobbak voltak a külföldi statisztikák eredményeinél. Kidolgozta a labyrinthus megnyitás ún. hátsó feltárását, amely az arcideg mellett jó drenálást biztosított.
Tudományos munkásságának elismeréseképpen Petrik Ottó javaslatára 1898-ban az egyetem tanári kara egyetemi magántanárrá habilitálta. Az orvosi fakultáson a fül-orr-gégészet tantárgyat oktatta, amely akkor még nem volt kötelező. Hallgatóira az előttük végzett műtétek eredményes kivitele nagy hatást gyakorolt.
1897-ben az Igazságügyi Orvosi Tanács tagjává nevezték ki, s ezt a megbízást 40 éven át látta el.
1911-ben az egyetemi tanári kar egyhangú meghívására megbízott előadónak kérték fel, így a Szent Rókus Kórházba kihelyezett fülészeti tanszék igazgatójaként egyben főorvos is lett, s ahol egészen 1933-ig működött és tanított.
Bár a Rókus Kórházban nem voltak túl jó feltételek a tökéletes munkához – a műtőhelyiségben csak egy kicsi asztal fért el, a kórlapokat az ablakpárkányon írták –, mégis Krepuska híre miatt betegek százai keresték fel, s rengeteg tanítvány akart nála gyakornokoskodni. Nagy előnyt jelentett a tudományos munka számára az, hogy a Rókusban különálló fülészeti és gégészeti klinika működött, szemben a külföldön már összevont fül-gége klinikákkal. Időközben nyilvános rendkívüli magántanári címet nyert 1913-ban. Az első világháború alatt leginkább a háborús sebesültek fülorvosi ellátásával, rokkantsági fokának meghatározásával és felülbírálatával foglalatoskodott.
Rengeteg fülgyógyászati előadást tartott saját eredményeiről, ezek közül kiemelendő a Balassa János-emlékérem átvételekor tartott, „A labyrithus gennyes gyulladásáról 302 eset kapcsán” címmel.
72 éves koráig, 1933. december 31-éig vezette a Rókus Kórházban működő fülészeti tanszéket, de az Üllői úti I. sz. Sebészeti Klinika keretében még 1936-ig tartott előadásokat. Abban az évben adták ki egyetemi tankönyvét a 357 oldalas, 219 képpel illusztrált „Fülgyógyászatot”.

### Növénynemesítő munkássága
Természettudományos érdeklődése miatt került kapcsolatba korának jeles geológusaival, Krenner Józseffel, a budapesti egyetem ásvány-kőzettan tanárával és id. Lóczy Lajossal, a Földtani Intézet igazgatójával, illetve Jugovics Lajos professzorral. A Nógrád vármegyei Somoskő község környéki Medves-fennsík bazaltbányáiban gyakran gyűjtöttek és vizsgáltak kőzetmintákat. Ezen bejárások eredménye lett, hogy kezdeményezések indultak meg a kőbányák fejlesztésére, az útburkoló kockakövek termelése tekintetében. Ezért nem meglepő, hogy Krepuskának értékes ásvány-kőzettani gyűjteménye volt, amely sajnos a második világháború alatt elpusztult.
A növénytan iránti vonzalma és szeretete szintén a gyakorlatban érvényesült. A gyümölcs- és szőlőtermesztésben, a pomológiában olyan széles körű tapasztalatai voltak, hogy a budapesti Kertészeti Főiskola tanárai gyakran kérték ki a véleményét a termővidékekről. Még elemi iskolásként tanulta meg a gyümölcsfák metszését, és azt élete végéig gyakorolta. Részt vett gyümölcstelepek létesítésében. Mindig emlegette, hogy a nagy szellemi munkát kívánó orvosi működést a legcélszerűbb a sportszerűen űzött és a fizikai munkát is igénylő amatőr kertészkedéssel ellensúlyozni.
Az 1890-es évek végén Krepuska Géza 17 157 négyszögöles területet vásárolt a Lővy család birtokából (mai Szálfa-Erdősáv-Vezér-Tiszavirág utcák által határolt terület), amelyen országos hírű szőlészetet hozott létre, és 1896-ban itt építette fel emeletes présházát. Pestszentlőrincen, a mai Gilice tér mellett is voltak szőlői.
Részt vett gyümölcs és szőlőtelepek létesítésében. A péteripusztai birtokon kísérleti szőlőtelepet hozott létre, számos homoki szőlőfajtát honosítva segített a filoxéra miatt kipusztult hazai szőlőállomány pótlásában. Itt 1896-ban a modern, két szint mély pincéjű betonépületet építtetett a bor feldolgozása és tárolása számára. A lőrinci egyesületek szívesen reklámozták összejöveteleiket azzal, hogy ezeken Krepuska professzor pincéjéből származó kiváló bort szolgálnak majd fel. Az 1920-as évektől a gazdaság mellett tehenészet is működött, ahol a pestszentimreiek munkához juthattak, a szegény családok némelyikének fizetni sem kellett a tejért.
1814-ben a majorság közelében – mai Gilice téren felépített – Gloriett körkilátóból a bécsi békekonferencián részt vevő három uralkodó: I. Ferenc magyar király, osztrák császár, I. Sándor orosz cár és III. Frigyes Vilmos porosz király szemlélte a tiszteletükre rendezett parádét. Pestszentlőrinci, többholdas szőlőbirtokán állt a legendás Gloriett, Krepuska kedvenc kirándulóhelye, amely ebben az időben présházként funkcionált. Az első világháború alatt a környező szőlőket hadierősítések építésével tönkretették, ezért a háború után Krepuska doktor a telket a rajta levő toronnyal együtt eladta.

### Időskori évei

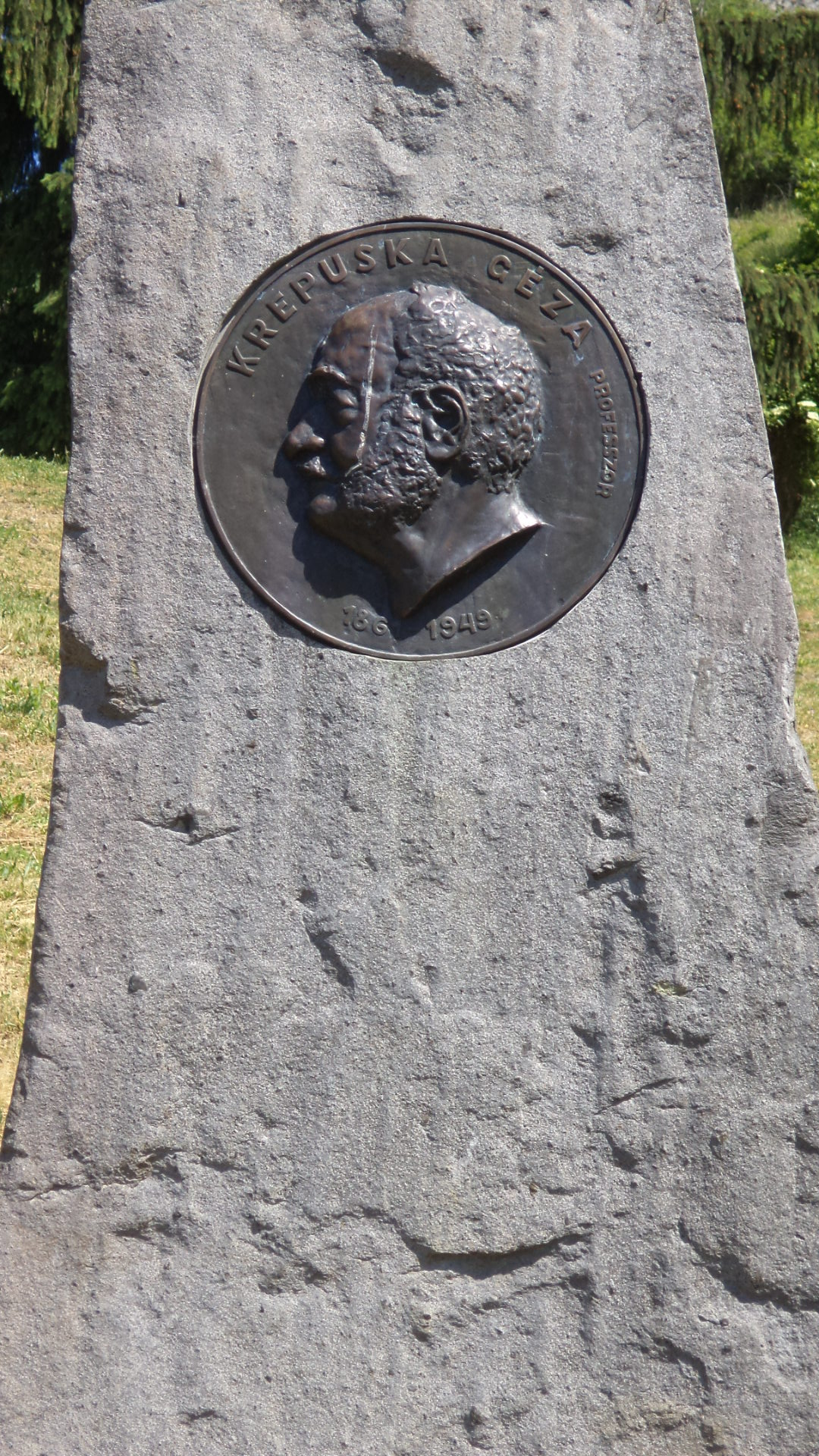
Krepuska Géza emlékoszlopa Somoskőn

Családja körében érezte magát a legjobban, gyermekei nevelését maga irányította. Nagyon szerette a magyar és a klasszikus zenét, maga is kitűnően hegedült.
A tekintélyes professzor anyagi biztonságban élt, 1905-ben vette meg 2170 holdnyi birtokát Somoskőújfaluban, ahol szintén virágzó gazdaságot vezetett. Krepuska doktor nem foglalkozott politikával, mégis egy fontos eseményt mint városi legendát kötnek a nevéhez: az egyetlen Magyarország javára megítélt határrevízió Trianon után 1924-ben. Az Antant-delegáció angol tisztje mások szerint gyógyíthatatlan fülbetegségben szenvedett, akit Krepuska megoperált. A sikeres műtét után hálából, az angol tiszt közbenjárására két színmagyar település (Somoskő és Somoskőújfalu) visszakerült Magyarországhoz, Somoskő vára azonban továbbra is a csehszlovák (jelenleg szlovák) oldalon maradt.
1946-ban még publikált az „Otolaryngologia Danubia” háromnyelvű tudományos folyóiratban.
1949-ben bekövetkezett szívizom-elfajulás okozta halála után a Kerepesi temetőben (ma: Fiumei úti sírkert) helyezték végső nyugalomra.

## Emlékezete
- Somoskőújfaluban a helyi általános iskolát róla nevezték el és emléktáblát helyeztek el rajta, Somoskőben pedig emlékoszlopot állítottak tiszteletére.
- Pestszentimrén 1991 óta sétány őrzi a nevét.

2007-ben posztumusz Pestszentimréért Díjban részesült.
2008-ban megkapta a "Pestszentlőrinc-Pestszentimre Díszpolgára" címet.
2012 óta a Budapest XVIII. kerületi Alacskai úti lakótelep neve Krepuska Géza-telep.